# ريوكو ناغاتا
ريوكو ناغاتا (永田亮子 ناغاتا ريوكو) هي مؤدية أصوات يابانية ولدت في 23 فبراير 1975 في محافظة غيفو.

## أدوارها في الأنمي

### مسلسلات أنمي تلفزيونية
- كيدي غريد - إيكلير
- لاست إكسايل - وينا لايتنينغ
- لاست إكسايل: فام ذات الأجنحة الفضية - وينا لايتنينغ
- بلاك بلاد براذرز - ميميكو كاتسراغي
- كآبة هاروهي سوزوميا - تاكاكو ناكانيشي
- هيت غاي جاي - سينثيا
- ريد غاردن - إيما
- سولتي راي - جيريمي كولبيل

## أدوارها في الدبلجة اليابانية
- سمولفيل - كلوي
- هاي سكول ميوزيكال - شاربي ايفانز
- فارس وفادي - سندس فريد
- ذا سويت لايف أوف زاك أند كودي - مادي فيتزباتريك
- الخطأ في أقدارنا - هيزل غرايس لانكستر

## وصلات خارجية
- ريوكو ناغاتا على موقع IMDb (الإنجليزية)
- ريوكو ناغاتا على موقع ميوزك برينز (الإنجليزية)
- ريوكو ناغاتا على موقع قاعدة بيانات الفيلم (الإنجليزية)
- ريوكو ناغاتا على موقع ANN person (الإنجليزية)